# Asia (album)
Pour les articles homonymes, voir Asia.
Albums de Asia
Alpha
(1983)
Singles
1. Heat of the Moment
Sortie : avril 1982
2. Only Time Will Tell
Sortie : juillet 1982
3. Sole Survivor
Sortie : octobre 1982

Asia est le premier album studio du groupe éponyme. Il est paru le 18 mars 1982 sur le label Geffen Records et a été produit par Mike Stone.

## Historique
En 1980, lorsque Jon Anderson et Rick Wakeman quittent le groupe Yes, les trois membres restants Steve Howe, Chris Squire et Alan White décident de poursuivre et engagent alors les deux musiciens des Buggles, Trevor Horn et Geoff Downes puis publient l'album Drama la même année. Mais après la tournée éprouvante qui suit (les fans acceptent difficilement l'absence d'Anderson), le groupe se sépare, Chris Squire et Alan White décident de poursuivre ensemble et publient le single Run with the Fox pour les fêtes de Noel, alors que Trevor Horn s'oriente vers la production de disques. Steve Howe et Geoff Downes de leur côté forment donc Asia avec l'ex-bassiste-chanteur de King Crimson, John Wetton et l'ancien batteur du groupe Emerson, Lake & Palmer Carl Palmer.
Sorti en 1982 sur le label Geffen Records, l'album connaît un immense succès commercial notamment en Amérique du Nord, passant neuf semaines au numéro 1 dans les charts américains et atteignant aussi la première place dans les charts canadiens. Il sera élu « album de l'année » par la revue Billboard. Il contient les succès Only Time Will Tell et Heat of the Moment.
A noter que le titre Here Comes The Feeling est une version réarrangée de la chanson que Wetton avait enregistrée lors de son bref passage au sein du groupe français de rock progressif Atoll.
Il a été enregistré aux studios Townhouse de Londres entre les mois de juin et novembre 1981 et produit par Mike Stone. La pochette est signée par Roger Dean.
Une édition remasterisée au format Super Audio CD est parue en octobre 2010.

## Liste des titres
Face 1
| No | Titre               | Auteur                            | Durée |
| -- | ------------------- | --------------------------------- | ----- |
| 1. | Heat of the Moment  | Geoff Downes, John Wetton         | 3:54  |
| 2. | Only Time Will Tell | Downes, Wetton                    | 4:48  |
| 3. | Sole Survivor       | Downes, Wetton                    | 4:52  |
| 4. | One Step Closer     | Steve Howe, Wetton                | 4:18  |
| 5. | Time Again          | Downes, Howe, Carl Palmer, Wetton | 4:47  |

Face 2
| No | Titre                  | Auteur               | Durée |
| -- | ---------------------- | -------------------- | ----- |
| 6. | Wildest Dreams         | Downes, Wetton       | 5:11  |
| 7. | Without You            | Howe, Wetton         | 5:07  |
| 8. | Cutting It Fine        | Downes, Howe, Wetton | 5:40  |
| 9. | Here Comes the Feeling | Howe, Wetton         | 5:43  |

## Musiciens
- John Wetton : basse, chant
- Steve Howe : guitares, chœurs
- Geoff Downes : claviers, chœurs
- Carl Palmer : batterie, percussions

## Charts et certifications
| Pays             | Durée du classement | Meilleur classement |
| ---------------- | ------------------- | ------------------- |
| Allemagne        | 34 semaines         | 6e                  |
| Autriche         | 2 semaines          | 13e                 |
| Canada           | 36 semaines         | 1er                 |
| États-Unis       | 64 semaines         | 1er                 |
| France           | 30 semaines         | 9e                  |
| Italie           | -                   | 19e                 |
| Norvège          | 15 semaines         | 4e                  |
| Nouvelle-Zélande | 6 semaines          | 17e                 |
| Pays-Bas         | 16 semaines         | 10e                 |
| Royaume-Uni      | 38 semaines         | 11e                 |
| Suède            | 5 semaines          | 27e                 |
| Suisse           | 11 semaines         | 7e                  |

| Pays                  | Certification | Ventes      | Date       |
| --------------------- | ------------- | ----------- | ---------- |
| Canada (Music Canada) | 3 × Platine   | 300 000 +   | 01/02/1983 |
| États-Unis (RIAA)     | 4 × Platine   | 4 000 000 + | 10/02/1995 |
| France (SNEP)         | Or            | 100 000 +   | 1983       |
| Royaume-Uni (BPI)     | Or            | 100 000 +   | 18/10/1982 |

### Charts singles
| Date | Single              | Chart                  | Position |
| ---- | ------------------- | ---------------------- | -------- |
| 1982 | Heat of the Moment  | Hot 100                | 4e       |
| 1982 | Heat of the Moment  | Mainstream Rock Tracks | 1er      |
| 1982 | Heat of the Moment  | UK Singles Chart       | 46e      |
| 1982 | Heat of the Moment  | Single Top 100         | 7e       |
| 1982 | Heat of the Moment  | Top 100                | 39e      |
| 1982 | Heat of the Moment  | RMNZ Singles Top40     | 46e      |
| 1982 | Heat of the Moment  | Mega Top 50            | 33e      |
| 1982 | Heat of the Moment  | Schweizer Hitparade    | 2e       |
| 1982 | Sole Survivor       | Mainstream Rock Tracks | 10e      |
| 1982 | Sole Survivor       | Single Top 100         | 75e      |
| 1982 | Wildest Dreams      | Mainstream Rock Tracks | 28e      |
| 1982 | Only Time Will Tell | Hot 100                | 17e      |
| 1982 | Only Time Will Tell | Mainstream Rock Tracks | 8e       |
| 1982 | Only Time Will Tell | UK Singles Chart       | 54e      |
| 1982 | Only Time Will Tell | Single Top 100         | 50e      |